# Koski Tl
Koski Tl (/ˈkoski/) là một đô thị của Phần Lan. Tl means former tỉnh of Turun ja Porin lääni (now part of the province của Tây Phần Lan). Có một đô thị khác có tên Koski (Koski Hl, Hämeen lääni; now Hämeenkoski ở Nam Phần Lan).
Koski nằm ở Tây Nam Phần Lan vùng. Đô thị này có dân số 2.545 (thời điểm ngày 31 tháng 12 năm 2004)và diện tích 192,50 km² trong đó có 0,75 km² là diện tích mặt nước. Mật độ dân số là 13,27 người trên mỗi km².
Dân đô thị này chỉ sử dụng tiếng Phần Lan